# Nümbrecht
Nümbrecht es un municipio situado en el distrito de Alto Berg, en el estado federado de Renania del Norte-Westfalia (Alemania), con una población a finales de 2016 de unos 16 873 habitantes.
Se encuentra ubicado al suroeste del estado, en la región de Colonia, en el territorio de condado del Monte, a poca distancia al norte de la frontera con el estado de Renania-Palatinado.